# ISO 3166-2:WS
ISO 3166-2:WS – kody ISO 3166-2 dla Samoa.
Kody ISO 3166-2 to część standardu ISO 3166 publikowanego przez Międzynarodową Organizację Normalizacyjną. Kody te są przypisywane głównym jednostkom podziału administracyjnego, takim jak np. województwa czy stany, każdego kraju posiadającego kod w standardzie ISO 3166-1.
Aktualnie (2017) dla Samoa zdefiniowano kody dla 11 dystryktów.
Pierwsza część oznaczenia to kod Samoa zgodnie z ISO 3166-1, natomiast druga część oznaczenia znajdująca się po myślniku to dwuliterowy kod jednostki administracyjnej.

## Kody ISO
| Kod ISO | Nazwa jednostki administracyjnej | Rodzaj jednostki administracyjnej |
| ------- | -------------------------------- | --------------------------------- |
| WS-AA   | Aʻana                            | dystrykt                          |
| WS-AL   | Aiga-i-le-Tai                    | dystrykt                          |
| WS-AT   | Atua                             | dystrykt                          |
| WS-FA   | Faʻasaleleaga                    | dystrykt                          |
| WS-GE   | Gagaʻemauga                      | dystrykt                          |
| WS-GI   | Gagaʻifomauga                    | dystrykt                          |
| WS-PA   | Palauli                          | dystrykt                          |
| WS-SA   | Satupaʻitea                      | dystrykt                          |
| WS-TU   | Tuamasaga                        | dystrykt                          |
| WS-VF   | Vaʻa-o-Fonoti                    | dystrykt                          |
| WS-VS   | Vaisigano                        | dystrykt                          |